# Tiền tệ Đại Việt thời Lý
Tiền tệ Đại Việt thời Lý phản ánh những vấn đề liên quan tới tiền tệ lưu thông vào thời nhà Lý (1009-1225) trong lịch sử Việt Nam.

## Tiền trong đời sống kinh tế - xã hội
Đại Việt sử ký toàn thư cho thấy tiền đã được sử dụng và phát hành nhiều trong thời Lý Thái Tổ. Cả lương bổng lẫn tô thuế đều có thể trả bằng tiền.
Thương mại phát triển bước đầu, nhu cầu trao đổi hàng hóa trong nước ngày càng tăng. Tiền do triều đình nhà Lý đúc ra không đáp ứng đủ nhu cầu lưu thông hàng hóa. Nhiều đồng tiền nhà Tống và thậm chí thời Đường vẫn được lưu hành trong nước.
Với quan điểm trọng nông ức thương, sử sách đề cập rất ít về vấn đề tiền tệ. Các sách sử Việt Nam không nói rõ quan hệ giữa các đơn vị tiền vào thời kỳ này và không phản ánh quan hệ giá trị giữa tiền Việt và tiền Tống lưu hành khi đó. Theo lệ cổ bên Trung Quốc, 1 lạng bạc bằng 1 quan và bằng 1000 đồng nhưng từ thời Ngũ Đại rút bớt giá trị, sang thời Tống cũng theo tỉ lệ này: 1 quan tương đương 770 đồng.

## Các đồng tiền thời Lý
Nhà Lý đúc tiền bằng hợp kim đồng – giống như tiền lưu hành ở vùng Đông Nam Trung Quốc khi đó (nhà Tống ngoài tiền hợp kim đồng còn đúc cả tiền sắt).
Các đồng tiền nhà Lý qua các đời vua gồm có:

Thuận Thiên đại bảo
Đây là tiền kim loại được giới nghiên cứu tiền cổ ở Việt Nam cho là của Lý Thái Tổ vì ông vua này có một niên hiệu là Thuận Thiên. Bên Trung Quốc có Sử Tư Minh khi làm vua cũng có niên hiệu Thuận Thiên, nhưng ông này cho đúc tiền Thuận Thiên nguyên bảo đương bách. Sau này, Lê Thái Tổ cũng lấy niên hiệu Thuận Thiên, nhưng tiền đúc ra gọi là Thuận Thiên thông bảo hoặc Thuận Thiên nguyên bảo.
Minh Đạo thông bảo
Tương truyền là Lý Thái Tông đã cho phát hành Minh Đạo thông bảo. Sử liệu Lịch triều hiến chương loại chí có ghi rằng vua Lý Thái Tông cho đúc tiền Minh Đạo, nhưng không ghi rõ có phải là Minh Đạo thông bảo hay không.

Càn Phù nguyên bảo
Sử liệu cũ của Việt Nam và kết quả khảo cổ đều không cho thấy có loại tiền này. Song, Lacroix và các tác giả Lịch sử phong kiến Việt Nam (tập I) đều cho là có và cũng do Lý Thái Tông phát hành.
Việt Nam vào thời vua Lý Thái Tông đã đúc hai loại Minh Đạo thông bảo và Càn Phù nguyên bảo. Song, khảo cổ học Việt Nam chưa cho thấy cả hai loại tiền này.
Thiên Phù nguyên bảo
Được cho là do Lý Nhân Tông phát hành vì ông có hai niên hiệu có chữ Thiên Phù trong đó. Sử liệu cũ của Việt Nam không nhắc đến tiền này. Nhưng khảo cổ học cho thấy có tiền Thiên Phù thông bảo với đường kính chừng 20 mm với mặt trước có bốn chữ Thiên Phù nguyên bảo đọc theo vòng tròn, mặt sau để trơn, có lỗ, không có gờ. Đỗ Văn Ninh cho rằng kích thước đồng tiền này nhỏ hơn so với các đồng tiền thời trước là vì thời Lý Nhân Tông trị vì có nhiều chiến tranh, nên để giành được ít đồng hơn cho việc đúc tiền.
Thiên Cảm thông bảo
Lacroix có nhắc đến tiền này và còn công bố hình thù đồng tiền. Ông cho rằng đây là tiền do Lý Anh Tông phát hành vì vua này có một niên hiệu trong đó có chữ Thiên Cảm. Tiền có gờ và mép rõ ràng. Khảo cổ học Việt Nam chưa tìm ra loại tiền này. Các vua Trung Quốc không có ai có niên hiệu có chữ Thiên Cảm.
Thiên Tư thông bảo
Không thấy chính sử đề cập đến đồng tiền này. Lacroix đã từng công bố một mẫu tiền mà mặt trước có bốn chữ Thiên tư thông bảo, mặt sau để trơn. Lý Anh Tông có một niên hiệu trong đó có chữ Thiên Tư. Các vua Trung Quốc không ai có niên hiệu có chữ này.